# 真澄寺
真澄寺（しんちょうじ）は、東京都立川市柴崎町にある仏教寺院。山号は燈檠山（とうけいざん）。本尊は久遠常住釈迦牟尼如来。開基上人（開創者）は伊藤真乗。

## 基礎データ

### 所在地
- 総本部　（総本山）
  - 東京都立川市柴崎町1-2-13

### 真澄寺別院 （精舎・支院・塔中寺院）

#### 北海道
- 北海道本部
- 旭川支部
- 函館支部
- 網走支部
- 釧路支部
- 苫小牧支部
- とかち支部

#### 東北
- 青森支部
- 八戸支部
- 東北本部
- 親奥院
- 秋田支部
- 庄内支部
- 山形支部
- 郡山支部
- 真如苑 福島

#### 関東
- 応現院
- 茨城本部長禅寺
- 茨城精舎
- 水戸支部
- 栃木別院
- 宇都宮支部
- 群馬支部
- 入間支部
- さいたま精舎
- 千葉精舎
- 友心院
- 東京本部
- 芝浦支部
- 大塚支部
- 浜田山支部
- 横浜精舎
- 湘南支部

#### 中部
- 長岡支部
- 真如苑 佐渡
- 新潟支部
- 富山支部
- 北陸本部
- 能登支部
- 福井支部
- 小浜支部
- 長坂記念館
- 下部支部
- 真澄寺山梨別院
- 岡谷支部
- 信越本部
- 真如苑 佐久
- 岐阜支部
- 伊東道場
- 浜松支部
- 静岡精舎
- 中京本部
- 名古屋支部
- 松阪支部

#### 関西
- 真如苑 滋賀
- 京都支部
- 真如苑 京都四条
- 真如苑 福知山
- 大阪精舎
- 悠音精舎
- 京橋支部
- 真如苑 玉造
- 真如苑 本町
- 関西本部
- 神戸支部
- 真如苑 豊岡
- 姫路支部
- 真如苑 みなと神戸
- 奈良支部
- 和歌山支部
- 真如苑 田辺

#### 中国・四国
- 米子支部
- 真如苑 鳥取
- 島根支部
- 岡山支部
- 福山支部
- 広島支部
- 山口支部
- 徳島支部
- 四国精舎
- 真如苑 松山
- 高知支部

#### 九州・沖縄
- 九州本部
- 北九州支部
- 福岡支部
- 真如苑 久留米
- 佐賀支部
- 佐世保支部
- 長崎支部
- 真如苑 壱岐
- 真如苑 対馬
- 熊本支部
- 大分支部
- 宮崎支部
- 鹿児島支部
- 真如苑 奄美
- 沖縄支部
- 真如苑 石垣島
- 真如苑 久米島
- 真如苑 宮古島

### 海外精舎

#### ヨーロッパ
- イタリア
- ドイツ・ミュンヘン
- ドイツ・ハンブルク
- ベルギー・ブリュッセル
- イギリス（U.K.）

#### アジア・オセアニア
- 台湾
- 香港
- シンガポール
- スリランカ 社会文化センター
- タイ
- オーストラリア

#### 北米・中南米
- アメリカ本部（サンフランシスコ）
- ロサンゼルス
- シアトル
- ニューヨーク
- シカゴ
- ハワイ
- ブラジル

## 歴史

### 立川不動尊教会

#### 成り立ち

##### 立照講を解消、真言宗醍醐派へ
1938年（昭和13年）10月4日に東京府より「教会設立認可許可書」が下附された。これと同時に、立照閣を解消して、「真言宗醍醐派 立川不動尊教会」を設立した。落慶法要は翌1939年2月5日執行された。導師には醍醐本山から特派阿闍梨として吉田眞峰僧正、願文奏上 伊藤天晴、経頭を天明教会主管 浦野法海のもとに厳修された。同年4月7日、「宗教団体法」が公布され、神道系13、仏教系28、キリスト教系2、計43の教派教団に統合された。設立時の昭和13年から太平洋戦争終結の昭和20年8月までの8年間は日本は戦時下にあり、国家による宗教規制が強化される時勢のさ中にあった。この間、伊藤真乗は相承資格の獲得につとめ、1939（昭和14）年10月に醍醐寺において、第九十六世醍醐寺座主、三宝院門跡 佐伯恵眼大僧正を大祇師に「最勝慧印三昧耶灌頂」を畢えた。1941（昭和16）年3月末日付、醍醐派管長の辞令のもとに、荒廃に瀕していた北多摩郡村山村中藤（武蔵村山市中央）の修験堂刹「一住坊常宝院」の特命住職を拝命、晋山した。この時、佐伯恵眼門跡は、真乗を権少僧都に任ずるとともに、自ら箱書をしたためた「金剛界・胎蔵界両部曼荼羅」を贈った。新参の真言行者としての出家得度から、まだ5年に満たない真乗法印にとって、本山の意向は異例の扱いであったと言えよう。
1943年（昭和18年）3月5日に同じく、醍醐寺座主、三宝院門跡 佐伯恵眼大僧正を傳戒大阿闍梨に「金胎両部伝法灌頂」を承け、真言密教の秘法を法畢、阿闍梨となった（のち大阿闍梨）。

##### 真言宗から単独教団の体制
1939年（昭和14年）9月1日、ドイツはポーランド首都ワルシャワに侵攻、欧州で第二次世界大戦が勃発。翌昭和15年には国策遂行のため全国民をもって組織する大政翼賛会が発足した。昭和16年になると日本の国情も切迫、日米開戦は避け難い状況となり、高度国防国家体制確立のためとあって、大政翼賛会の諸策が一段と強硬に推し進められ、民間の諸団体はほとんど解体された。代わって生まれたのが、産業報国会、農業報国会、大日本婦人会などである。各報国会は傘下の小企業を大企業へ吸収あるいは合併して、下部組織をできる限り簡素化した。
このような状況下にあって単独の宗教団体だけが超然としていることは勿論許されなかった。宗教報国会が生まれ、宗教団体にも再編成の風が強まっていた。当時、真言宗は多数の諸派に分かれており、政府が民間団体の再編成を強行したのは、一に上意下達の簡明な筋を通すことにあり、一つの宗旨において多数の宗派が存立することは、もとより認められるところではなかった。
ここに真言宗の大同団結が国策の下に行われ、文部省主導のもと真言宗の「派名」を解消して、ただ一つの巨大な「大真言宗」になった。従って、「立川不動尊教会」も、従来は真言宗醍醐派立川不動尊教会であったのが、「真言宗 立川不動尊教会」となった。この間、宗教団体法の規制に従い、従来の立照講、清瀧講を糾合し、文部省宗教局に「常宝会」を届け出、1942年4月21日付で認証を得た。キリスト教をはじめ宗教弾圧が激化するなか、戦時体制下での布教活動の円滑に備え、各地に点在する信徒を軸に支部を形成した。四ッ谷、日本橋と帝都圏にも活動が広がった。常宝院主となって、神仏分離令、廃仏毀釈、修験道廃止令以来、荒廃をたどった堂刹「一住坊」の復興を果たし、特命住職の任を果たした金剛院真乗法印は、さらに本宗部への上行をかさね、1943年3月5日、傳戒大阿闍梨 醍醐寺座主 三宝院門跡佐伯恵眼大僧正の許、真言最極の秘法『金胎両部伝法灌頂』を畢えて「伝燈阿闍梨位」に就いた。この時期、一般信徒のみならず、盛名を伝え聞いた他派に属する修験行者も多く参集するようになった。この同志的結集が戦後の独立、新たな宗団形成に結んでゆく布石となった。1945年（昭和20年）8月15日、太平洋戦争の終結を見て、戦時中のあらゆる枠が一挙に取り外された。戦時下故に大合同を行った真言宗各派も、再び各宗派ごとに分立(分派還元)し、それぞれ独立法人の姿勢をとった。
この時を機に、立川不動尊教会は真言宗を離れ新たな宗団を形成、独立した。新体制となった新生醍醐派とは自然離脱のかたちとなった。ここにいずれの宗派にも所属しない単独宗団の体制をとり、教師養成機関「智泉寮　現 智流学院の開設、まこと基礎行の充実、独立宗団(教団)としての教理体系の深化等に努めるなか、大般涅槃経を正依経とする唯一の仏教宗団となった。かくして、教説、修行、布教にも既成の真言宗の教義教説に束縛されることなく、出家・在家双修という独自の地歩を築き固める基盤を確立することができた。
1946年（昭和21年）10月に機関紙「月輪（げつりん）」を発行した。その発行名義人は立川不動尊教会内の「青年教養会」であった。青年教養会は「月輪」発行のほかに「教養座談会」（毎日曜定例開催）を主宰したが、同じ時期に東京の順天堂医院内にも内弟子を中心とする「白百合教養会」が生まれた。戦後の混乱期に、早くも青年層を中核とする活動が見られた。

### まこと教団の設立
真如苑を「立川不動尊教会」と呼んだのは、設立した昭和13年から22年末までの10ヵ年である。真澄寺の開基10周年にあたる1948年（昭和23年）1月には「まこと教団」を設立。まこと教団は教団としての体制が整い、その内容において、立照閣や不動尊教会の頃とは違い、霊能者の増加がみえた。
まこと教団設立二年前の昭和21年10月6日から12月7日まで一ヶ月にわたって、初めて「まこと基礎行」が行われた。これは今日の真如苑における「大乗会（だいじょうえ）」、「歓喜会（かんぎえ）」、「大歓喜会（だいかんぎえ）」を一括した大接心会となったといえる。この一ヶ月の修行中に、教徒らが次々と霊能を相承した。この修行は11月4日に内弟子が摂受心院（伊藤友司）から直に霊能を相承したことに始まり、次々と霊能者が誕生した。
昭和22年4月には真導院（伊藤友一）が霊能を相承し、相次いで新霊能者が続いた。この時期の霊能者の中で、真導院はわずか十歳の少年期であったことが、人々の驚異の的となった。この事実に遇って、人々は霊能開発に年齢の条件はないことを知り、一斉に修行への勇猛心を奮い立たせたのである。
立照閣時代の接心修行の模様は、草分け時代を脱皮して、真如教法と表裏一体となった昭和20年以降で、その研鑽を昭和23年には、「まこと修行要諦」として明文化し、接心修行のあり方と意義とをはっきりと規定したことである。これは真如苑の接心修行の歴史において一つの大きな新しい段階となっている。